# The Cardigans
The Cardigans is een Zweedse band, opgericht in de stad Jönköping in 1992. De muziekstijl veranderde vaak per album. In het begin waren ze erg indiegeoriënteerd, maar later maakten ze meer op de jaren 60 geïnspireerde pop en rock.
Hun debuutalbum Emmerdale uit 1994 gaf ze vooral bekendheid in eigen land, maar ook in Japan. Het tweede album, Life, uit 1995 maakte de band internationaal bekend. Elk album trok steeds een nieuw publiek aan. De single Lovefool, afkomstig van het album First Band on the Moon uit 1996, wordt gezien als het bekendste nummer. Doordat het gebruikt werd als soundtrack van de film Romeo + Juliet van regisseur Baz Luhrmann werd de band nog populairder. Na deze single had de band nog hits met de singles My Favourite Game en Erase/Rewind, beide van het album Gran Turismo. In Zweden scoorde de band nog enkele hits met nummers van eerdere albums.

## Bandleden
- Nina Persson - zang
- Magnus Sveningsson - basgitaar
- Lars-Olof "Lasse" Johansson - keyboard en gitaar
- Bengt Lagerberg - drums

## Geschiedenis
Peter Svensson en Magnus Sveningsson, beiden heavymetalmuzikanten, richtten de band op in oktober 1992 in Jönköping met drummer Bengt Lagerberg, keyboardspeler Lars-Olof Johansson en zangeres Nina Persson. Ze woonden samen in een appartement, waar The Cardigans een demo opnamen, die gehoord werd door producer Tore Johansson. Hij liet de band opnemen in een studio in Malmö. In 1994 kwam hun debuutalbum Emmerdale uit in Zweden en Japan en werd uiteindelijk in 1997 internationaal uitgebracht. Op dit album stond de Zweedse hit Rise & Shine en werd later verkozen tot de beste van 1994 door het blad Slitz.
Gedurende de rest van 1994 toerde de band door Europa en werd het album Life opgenomen, die uit werd gebracht in 1995. Life werd een internationaal succes, meer dan een miljoen exemplaren werden verkocht en werd platina in Japan. In 1996 werd Life uitgebracht bij het platenlabel Minty Fresh in de Verenigde Staten, maar dit was eigenlijk vooral een compilatie van nummers van Emmerdale en Life. Life wordt gezien als een satirische reactie op het eerste album; de band werd meer avant-garde op het gebied van arrangementen en de cd-boekjes.
Na het succes van Life kregen The Cardigans een contract bij Mercury Records, waar ze het album First Band on the Moon uitbrachten in 1996. Met dit album was de band doorgegroeid tot een complexer, duisterder wezen; de liedjes hadden thema's als liefdesverdriet, ontrouw en hopeloosheid. Lovefool was een wereldwijde hit, vooral in de Verenigde Staten en Japan, waar het album in slechts drie weken platina werd. Toch was de single niet representatief voor het album en veel critici noemden de band zoete soft-pop op basis van Lovefool.
Gran Turismo uit 1998 was nog donkerder en had nog meer karakter. Na dit album nam de band een lange pauze en de bandleden hadden solo projecten. Ook in 1998 kwam alleen in Japan een compilatie van zeldzame B-kanten uit, getiteld The Other Side of the Moon. Dit album is buiten Japan dan ook nogal zeldzaam.
Tijdens de pauze na deze albums bracht Nina Persson een album uit onder de naam A Camp en The Cardigans namen een duet cover op van het Talking Heads-nummer "Burning Down the House" met Tom Jones, dat kwam te staan op zijn album Reload. Peter Svensson werkte aan het project Paus met hulp van Joakim Berg van de band Kent en Magnus Sveningsson nam muziek op onder de naam Righteous Boy. The Cardigans kwamen terug in 2003 met Long Gone Before Daylight, een rustigere collectie liedjes, vooral geschreven door Nina Persson en Peter Svensson. Long Gone Before Daylight werd een van de best verkopende albums in Zweden in 2003 met meer dan 120.000 verkochte exemplaren (dubbel platina). Op 19 oktober 2005 kwam het zesde album Super Extra Gravity uit. Het album kwam binnen op nummer 1 in de Zweedse albumlijst en is tot op heden goud (meer dan 40.000 verkocht).
In mei 2023 gaf Nina Persson aan dat gitarist en oprichter Peter Svensson geen bandlid meer was, en dat dit tot gevolg had dat de band geen nieuw werk meer uit zou brengen. Wel tourt de band nog sporadisch met een tourgitarist als vervanging van Svensson. 

## Discografie

### Studioalbums
| Album met eventuele hitnotering(en) in de Nederlandse Album Top 100 | Datum van verschijnen | Datum van binnenkomst | Hoogste positie | Aantal weken | Opmerkingen                                           |
| ------------------------------------------------------------------- | --------------------- | --------------------- | --------------- | ------------ | ----------------------------------------------------- |
| Emmerdale                                                           | 1994                  |                       |                 |              | Heruitgebracht in de VS in 1999                       |
| Life                                                                | 1995                  |                       |                 |              | Heruitgebracht in de VS in 1996                       |
| First Band On The Moon                                              | 1996                  |                       |                 |              |                                                       |
| Gran Turismo                                                        | 1998                  |                       |                 |              |                                                       |
| Long Gone Before Daylight                                           | 2003                  |                       |                 |              | Heruitgebracht in de VS in 2004, met twee bonustracks |
| Super Extra Gravity                                                 | 2005                  |                       |                 |              |                                                       |

| Album met hitnotering(en) in de Vlaamse Ultratop 200 albums | Datum van verschijnen | Datum van binnenkomst | Hoogste positie | Aantal weken | Opmerkingen |
| ----------------------------------------------------------- | --------------------- | --------------------- | --------------- | ------------ | ----------- |
| Gran Turismo                                                | 1998                  | 07-11-1998            | 22              | 11           |             |

### Compilaties
| Album met eventuele hitnotering(en) in de Nederlandse Album Top 100 | Datum van verschijnen | Datum van binnenkomst | Hoogste positie | Aantal weken | Opmerkingen                                                 |
| ------------------------------------------------------------------- | --------------------- | --------------------- | --------------- | ------------ | ----------------------------------------------------------- |
| The Other Side Of The Moon                                          | 1997                  |                       |                 |              | Alleen in Japan en Australië uitgebracht                    |
| Best of                                                             | 1997                  |                       |                 |              | Uitgebracht in 'normale' versie en luxeversie met B-kantjes |

| Album met hitnotering(en) in de Vlaamse Ultratop 200 albums | Datum van verschijnen | Datum van binnenkomst | Hoogste positie | Aantal weken | Opmerkingen |
| ----------------------------------------------------------- | --------------------- | --------------------- | --------------- | ------------ | ----------- |
| Best of                                                     | 2008                  | 09-02-2008            | 81              | 2            |             |

### Singles
| Single met eventuele hitnotering(en) in de Nederlandse Top 40 | Datum van verschijnen                          | Datum van binnenkomst | Hoogste positie | Aantal weken | Opmerkingen |
| ------------------------------------------------------------- | ---------------------------------------------- | --------------------- | --------------- | ------------ | --- |
| Rise & Shine                                                  | 1994                                           |                       |                 |              | Oorspronkelijk alleen in Zweden uitgebracht. Heropgenomen en uitgebracht in Zweden, Japan en Groot-Brittannië in 1995 en in Europa in 1996 |
| Black Letter Day                                              | 1994                                           |                       |                 |              | Alleen uitgebracht in Zweden en Japan |
| Sick & Tired                                                  | 1995                                           |                       |                 |              | |
| Carnival                                                      | 1995                                           | 11-11-1995            | tip17           |              | |
| Hey! Get Out Of My Way                                        | 1995                                           |                       |                 |              | Alleen uitgebracht in Europa en Japan |
| Lovefool                                                      | 1996                                           | 21-06-1997            | 24              | 6            | Internationaal uitgebracht in 1997 |
| Been It                                                       | 1996                                           |                       |                 |              | In Europa en Australië uitgebracht. In de VS in 1997 uitgebracht                                                                           |
| Your New Cuckoo                                               | 1996                                           |                       |                 |              | In Japan uitgebracht. Heruitgebracht in Europa en Australië in 1997                                                                        |
| My Favourite Game                                             | 1998                                           | 24-10-1998            | 14              | 8            | |
| Erase/Rewind                                                  | 1999                                           | 06-03-1999            | tip14           | 7            | |
| Hanging Around                                                | 1999                                           |                       |                 |              | |
| Junk Of The Hearts                                            | 1999                                           |                       |                 |              | |
| Burning Down the House                                        | 1999                                           | 18-09-1999            | tip             |              | met Tom Jones |
| For What It's Worth                                           | 2003                                           |                       |                 |              | |
| You're The Storm                                              | 2003                                           |                       |                 |              | |
| Live And Learn                                                | 2003                                           |                       |                 |              | |
| I Need Some Fine Wine And You, You Need To Be Nicer           | 2005                                           |                       |                 |              | |
| Don't Blame Your Daughter (Diamonds)                          | 2006                                           |                       |                 |              | |
| Godspell                                                      | 2006 (promo)                                   |                       |                 |              | |
| Your love alone is not enough                                 | 2007 (Manic Street Preachers ft. Nina Persson) |                       |                 |              | |

| Single met hitnotering(en) in de Vlaamse Ultratop 50 | Datum van verschijnen | Datum van binnenkomst | Hoogste positie | Aantal weken | Opmerkingen   |
| ---------------------------------------------------- | --------------------- | --------------------- | --------------- | ------------ | ------------- |
| Lovefool                                             | 1996                  | 21-06-1997            | 16              | 11           |               |
| My Favourite Game                                    | 1998                  | 28-11-1998            | 44              | 3            |               |
| Burning Down The House                               | 1999                  | 11-09-1999            | tip 2           |              | met Tom Jones |